# 王剛 (廚師)
王剛（1989年7月16日—），四川省自贡市富顺县人，中國廚師、博客作者、UP主、YouTuber、網路名人，网名「美食作家王剛」，又称「厨师长王刚」，因拍攝視頻到網路上教導烹飪，大獲網友好評，現已經有千萬追隨者。

## 生平
王剛生于四川省自贡市富順縣兜山镇，早年為叛逆少年，初中时成绩不错的他选择辍学，没有依照父母的願望继续读书考取名牌大学，而是选择向烹飪之路邁進。從19歲到24歲，他在超過五十家餐馆打過工。王剛稱自己在餐馆当杂工时，每到一處，都抓緊一切機會学习，首先和廚師打好關係，請他們吃宵夜、喝啤酒、幫洗衣服，甚至洗臭襪子，只為了學得烹飪的一招半式。他总共向七八十位师傅“偷师”过，只要感兴趣的菜他都去学，不分菜系。他曾专程坐火车转汽车，去东北学做地道的地三鲜和锅包肉。
2014年，王剛在廣東廣州的一家酒樓当上了廚師長，與一樣喜愛烹飪的燒烤學徒姚樹芬相遇、相戀并結婚，不久，兩人生下了女儿王沺畑。
2016年，王剛回到廣東，在珠海的一家酒樓擔任廚師長。2017年3月，王剛在網路上看到了「喊菜哥」的烹飪視頻，但王剛認為教學應該樸實無華、簡單直率，而不應該像他看到的影片那樣花俏華麗。在路過的酒樓老闆「推波助瀾」下，王剛匆匆做了一道「盤龍茄子」并用图文的方式上传到今日头条，未料竟獲得了20萬的推薦和1萬多的閱讀量，回覆區還有800多條互動。之后他又发了第二篇图文但反响不佳，于是王刚改拍视频，连续两个多月，他坚持自己拍摄、剪辑、配音、加字幕，每个视频的播放次數都稳定在30至40万左右。2017年6月，王剛開始自己當模特，正式推出了「美食作家王剛」的頭條號ID。出鏡後的第一期視頻「拔絲土豆」，便獲得了100萬次的播放量。
2017年10月，王刚辞职離開廣東，回到自貢開設工作室，他負責示範烹飪，其妻負責拍攝，几個月後，他在西瓜视频、微博等平台的粉絲總數爆發式地增長并突破1000萬，王刚成為了西瓜视频的簽約作者。
2018年1月，王刚开通了YouTube频道。2018年5月，王刚进驻弹幕视频网站bilibili（B站）并开通了自己的电商平台。2018年6月，王刚赴上海参加2018微博红人盛典。同年8月，王刚获得了西瓜视频2018年第二季度金秒奖的观众选择奖。2018年10月，王刚登上江苏卫视《一站到底》节目。2019年6月，王刚做客西瓜视频自制综艺节目《大叔小馆》。
王剛曾與西瓜视频平台上的另外一个網紅「華農兄弟」合作，当时在西瓜视频的组织下，王刚受华农兄弟邀请到他们的竹鼠养殖场做客，一起烹饪竹鼠，并拍攝成一支影片上傳，2天內點閱人數超過百萬。
2020年7月，王刚在成都开了第一家餐馆，店名宽菜，主要销售卤味。
2023年王剛拜魯菜大師陳宗明為師，其為魯菜泰斗顏景祥之徒。同年8月24日開設副頻道「餐饮研究员王刚」，並將於此頻道上集中發佈探店相關內容。

## 视频
王刚的视频頗有自己的风格。先是自己出镜亮相、报菜名，然后处理原料和辅料，烹饪制作，最后是技术总结。王剛直接了當地介紹每道菜的做法，不讲废话，不用花俏的滤镜效果和背景音乐，只用簡單易懂的說法來教學，口頭禪「可以交给热心的摊主处理」、「首先我們把鍋燒熱，鍋燒熱後加入寬油」、「加入适量的油滑锅」更讓年輕網友們瘋學，許多人都封他為「烹飪型UP主的清流」。王刚也会根据粉丝的反应，逐步改进影片，尤其注重说明每一個步驟之原理，使之更通俗易懂。
王刚的美食教學视频大部分以川菜为主，偶尔也涉及粤菜、淮揚菜、湘菜等其他菜系。
自2018年8月起，王刚也开始录制上传Vlog短片，分享自己的生活。他的第一期Vlog内容为教外国YouTube自媒体创作者郭杰瑞做川菜，之后的Vlog涵盖了选刀磨刀技巧、新锅具的启用及护理技巧、拜访友人、游玩出行、农家烹饪、四伯（被戏称为“火云邪神”）的生活等题材。

## 事件

### 娃娃鱼事件
2019年3月4日，王刚发布了一条烹饪娃娃鱼的教学视频，但该视频受到了部分网友的指责，网友认为娃娃鱼是国家保护动物，视频的名称为“红烧娃娃鱼的家常做法”，“家常”二字与娃娃鱼格格不入，且杀娃娃鱼“太残忍”。微博网友“trisiy”发文称“他解剖食材的嬉笑和娴熟的技巧，更加近似一种show off，一种机械式的冷血”。王刚于第二天就此事发视频致歉，解释称野生娃娃鱼确实属于国家二级保护动物，烹饪或食用野生娃娃鱼属于犯法行为，但是他烧的是从市场买的人工养殖娃娃鱼。其次，王刚表示自己把红烧娃娃鱼称作“家常菜”，意在指出使用的是家常的烹饪方法，但鉴于食材的普及度还不够高，此处便显得不够严谨。他最后向网友表示歉意，希望得到大家的谅解。诸多网友选择力挺王刚，认为王刚其实没有必要道歉，因为王刚之前就发布过一条去娃娃鱼养殖场买娃娃鱼的Vlog，且烹饪教学视频中也已标注“人工养殖娃娃鱼”字样，而娃娃鱼有人工饲养的也不算是特别冷门的知识，市面上的娃娃鱼几乎都是合法人工养殖的。

### 冷吃兔事件
2019年3月10日，「娃娃魚」風波剛止，王刚发布了一条制作“冷吃兔”的教学视频，视频里有喂食兔子和宰杀兔子的镜头。在视频中，一隻活灰兔在放有菜刀的砧板旁走動，配以「同學們，兔子的顏色其實並不影響肉質和口感」的解說词，隨後是王剛在餵兔子胡萝卜，配以「只是因為小白兔太可愛不忍下手，由於宰殺的過程比較血腥，同學們可以全程交給攤販來處理」的解說词，話音剛落，画面就變成王剛在處理宰殺好的兔子，將內臟取出。部分网友称此举残忍，违背动物福利。诸多支持王刚的网友则认为对此产生质疑是多此一举，因为食材不会直接变成食物，肯定要经过宰杀这一步，而給兔子餵食胡萝卜是表示他對動物的友好，况且因之前殺娃娃魚被人詬病直接宰殺，故这次他特意跳過了宰杀過程，直接跳至內臟處理，已經盡力隨著大眾的呼聲在改進了。

### 炒飯事件
2018年10月22日，王剛發表名為「蛋炒飯家常做法」的短片，兩天後被人民日報官方微博轉發，但由於24日適逢毛岸英的冥誕，被一些網民指責是在影射毛岸英，王剛也被波及。2020年10月24日，王刚发布了一条制作“扬州炒饭”的教学视频，一些网民认为王刚故意选择这天发布扬州炒饭教学视频，有侮辱英烈之嫌，王剛隨即表示道歉，並刪除短片。
2023年11月27日，王剛再次因發布蛋炒飯烹調短片遭攻擊為「侮辱英烈」，因於發布影片兩天前的同月25日為毛岸英的忌日，王剛在刪除後發布影片表示「跟大家鄭重地道歉，對不起，作為廚師，以後再也不做蛋炒飯，也不拍蛋炒飯」。
自该次事件后，王刚的多个平台账户停止更新视频，直至2024年1月，有网友留意到王刚多个平台账户遭遇秘密屏蔽：西瓜视频、bilibili、抖音、微博、微信等平台账户无法正常被关注。
2024年2月27日，即蛋炒饭短片发布后三个月，平台账户恢复正常，用户可正常关注，并重新开始发布视频。

## 轶事
- 王刚的烹饪教学视频最后技术总结时的背景音乐是Caster Seven的“A Song For You”。[29][30]

- 在曾被人冒充身份兜售质量欠佳的商品后，王刚于2018年5月开设了自己的淘宝店、“今日特卖”（即内置于手机版今日头条和西瓜视频应用程序的店铺）和微店，由哥哥王国春负责打理，售卖火锅底料、红油豆瓣、青花椒、辣椒油、冷吃牛肉等四川风味调料及食品。[31][32]

- 2018年7月，《中华小当家》的作者小川悦司在Twitter上表示了对王刚的欣賞。[33][34]

- 2019年4月，王刚表示最近有人冒充其本人开群以培训班的幌子进行诈骗，而他本人直至当时没有任何培训班。[35][需要第三方來源]

- 王刚曾表示自己是格斗运动员李景亮和相声演员郭德纲的粉丝。[4][36]

- 王刚表示自己将会在深圳开一家川菜馆。[37]

- 山东的一家酒厂曾愿支付280万元让王刚做推广，但王刚没有接受。王刚表示他不会接香菸、酒和保健品的广告，因为他对酒反感，而他的岳父也是因醉酒在路边摔倒身亡，他家里也有人因保健品上当受骗。[2][4]